# 지아라붑 전투
지아라붑 전투는 1940년 12월부터 1941년 3월 21일까지 제2차 세계 대전의 서부 사막 전역에서 일어난 전투이다.